# Försilvring
Försilvring innebär att en oädel metalls yta överdras med ett lager av silver.
Försilvring kan delas upp i plätering, varmförsilvring, kallförsilvring, våtförsilvring och galvanisk försilvring.
Plätering innebär att en plåt av oädel metall pressas samman med tunnare silverplåtar under hög temperatur, varefter plåtarna valsas ut till önskad tjocklek och formas. Föremål i trä och andra material kan beläggas med bladsilver, vilket också kan ses som en sorts plätering.
Vid varmförsilvring bestryks föremålet med silveramalgam eller en blandning med finfördelat silver, salmiak, koksalt och silverklorid och upphettas så att kvicksilvret och salterna försvinner. Argent haché är en variant på varmförsilvring. Kallförsilvring innebär att ytan gnids av en blandning av silvernitrat, silverklorid, krita och pottaska eller med silvernitrat och kaliumcyanid, varvid ett tunnt lager silver utfälls. Våtförsilvring sker genom kokning i en lösning med silverklorid, vinsten och koksalt. Försilvring av glas kan utföras på ett snarlikt sätt.
Vid galvanisk försilvring utfälls silver ur ett elektrolytiskt bad, bestående av silver- och kaliumcyanid i vattenbad. Efter elektropläteringens introduktion vid mitten av 1800-talet är denna den dominerande metoden.